# Croydon, Pennsylvania
Croydon är en ort i Bucks County i delstaten Pennsylvania, USA.